# Лидия Филипийска
Лидия Филипийска (на гръцки: Λυδία η Φιλιππησία) е търговка от I век, живееща в македонския град Филипи и обърната в християнството от апостол Павел. Лидия е почитана като светица и в Православната, и в Католическата църква, и е смятана за първата християнка в Европа.

## Източник
Лидия се споменава в XVI глава на „Деянията на апостолите“. В хода на второто си мисионерско пътешествие апостол Павел отплува от Троада с кораб и пристига в римската провинция Македония, като така за пръв път стъпва в Европа и съответно град Филипи е първият европейски град, в който е проповядвано християнството и Лидия е първият покръстен европеец.
| „ | И тъй, като отплувахме от Троада, стигнахме направо в Самотраки, а на другия ден - в Неапол, а оттам във Филипи, който в тая част на Македония е първи град - римска колония. В тоя град престояхме няколко дни. А в съботата излязохме извън града при една река, дето имаха обичай да се молят, и като седнахме, говорихме на събралите се жени. И една богобоязлива жена от град Тиатир, на име Лидия, която продаваше багрени платове, слушаше; и Господ ѝ отвори сърцето да внимава на това, що говореше Павел. А когато се покръсти тя и домашните ѝ, помоли ни и рече: ако сте ме признали за вярна Господу, влезте и живейте в къщата ми. И ни придума. | “ |

## Анализ
Името Лидия означава „лидийка“, тоест произхождаща от историческия регион Лидия в Мала Азия. Град Тиатира, край съвременния град Акхисар в Турция, е в Лидия, близо до границата с Мизия и от древни времена е бил един от важните центрове за производство на вълна, тъкани и пурпур (в синодалния превод — „багрен плат“). Фактът на производството на пурпур в Тиатира е епиграфски потвърден. Пурпурните тъкани са оцветявани в Тиатира не с помощта на пурпурни молюски като в Тир, а с помощта на бояджийски брош. Това производство съществува в този регион до XIX век, когато е заменено от анилинови багрила.
Не е изненадващо, че след като се мести от Тиатира във Филипи, Лидия продължава да се занимава с обичайния за родината си бизнес, тъй като търговията с пурпур е печеливш бизнес. Лидия вероятно е по-богата от другите, повярвали в проповедта на Павел и ѝ е по-лесно да приюти апостолите.
Терминът „богобоязлива“ има особено значение в „Деянията“ — така Лука нарича „квазипрозелитите“, тоест езичниците, които почитат Бога Израилев, приемат монотеизма, но не стават прозелити и не влизат в юдейската община.
Според преданието Лидия става първата християнска дякониса във Филипи. На предполагаемото място на кръщение на Лидия — веднага извън северозападната порта на Филипи и на няколко метра от основите на римски мост над рекичката Зигактис, са построени параклис и църква „Света Лидия“.
Българската православна църква почита паметта на Лидия Филипийска на 20 май, а други православни църкви — на 27 март и 25 юни. В Католическата църква Лидия е вкарана в Римския мартирологий от Цезар Бароний, където за датата 3 август е отбелязано „Philippis in Macedonia sanctae Lydiae purpurariae, quae praedicante ibidem S. Paulo Apostolo, prima omnium credidit Evangelio“. Ревизираното му издание от 2001 година я слага на 20 май и пише „Възпоменание на св. Лидия от Тиатира, която, търговка на пурпур във Филипи, Македония, днес в Гърция, слушайки проповедта на св. Апостол Павел, първа преди всички повярва в Евангелието“.